# Denise van Luyn
Denise van Luyn (Odijk, 21 januari 1990) is een Nederlandse voetbalster. Zij behoorde tot de speelsters van het FC Utrecht dat in 2007 toetrad tot de Eredivisie voor vrouwen.

## Erelijst
- Supercup: 2010 (FC Utrecht)